# Вандевр (Женева)
Вандевр (фр. Vandœuvres) — громада  в Швейцарії в кантоні Женева.

## Географія
Громада розташована на відстані близько 130 км на південний захід від Берна, 5 км на північний схід від Женеви.
Вандевр має площу 4,4 км², з яких на 55,3% дозволяється будівництво (житлове та будівництво доріг), 38,8% використовуються в сільськогосподарських цілях, 5,9% зайнято лісами, 0% не є продуктивними (річки, льодовики або гори).

## Демографія
2019 року в громаді мешкало 2577 осіб (-3,8% порівняно з 2010 роком), іноземців було 28,9%. Густота населення становила 583 осіб/км².
За віковим діапазоном населення розподілялося таким чином: 23,3% — особи молодші 20 років, 58,2% — особи у віці 20—64 років, 18,5% — особи у віці 65 років та старші. Було 866 помешкань (у середньому 2,9 особи в помешканні).
Із загальної кількості 544 працюючих 24 було зайнятих в первинному секторі, 77 — в обробній промисловості, 443 — в галузі послуг.
Станом на 2019 рік у громаді був один найвищих показників кількості мільйонерів до всього населення.